# Плодопитомник (Псковская область)
Плодопитомник — деревня в Островском районе Псковской области России.  Входит в состав Островской волости.

## География
Расположена в 5 км к северо-востоку от центра города Остров.

## Население
| 2001 | 2002 | 2010 |
| ---- | ---- | ---- |
| 57   | ↘56  | ↘52  |

Численность населения деревни по состоянию на 2000 год составляет 57 жителей.

## История
До 2015 года входила в состав Волковской волости.